# OpenEXR
OpenEXR est un format de fichier, destiné à stocker des images de haute qualité, créé et rendu public en 2003 par la société d'effets spéciaux ILM (Industrial Light & Magic), créée par George Lucas, qui l'utilise en interne pour stocker les films.
C'est aussi une série de bibliothèques libre de manipulation de ces images.
Il gère la transparence dans les images (canal alpha). Les canaux peuvent être codés sur 16 ou 32 bits flottants ou sur 32 bits entiers. Le fait de pouvoir coder en nombre flottant ces informations, donne une étendue très élevée aux informations. Cela permet notamment dans les programmes d'image de synthèse de récupérer ces informations pour en extraire des sources de lumières.
Il permet d'encoder jusqu'à 64 canaux différents tels que RGB, A, Z, U, V, etc.
Le format et ses bibliothèques sont disponibles sous GNU/Linux, MacOS et Windows.

## Liste de logiciels utilisant OpenEXR
Non exhaustive.
3ds Max
Affinity Designer
Affinity Photo
Affinity Publisher
After Effects
Blender
Cinepaint
Cinelerra
Cinema 4D
Combustion
ffmpeg
GIMP
Houdini
Hugin
ImageMagick et son amélioration, GraphicsMagick
Krita (Koffice)
Luminance HDR
Maya
modo
Natron
Nuke
Photoshop CS5
POV-Ray (depuis la version 3.7)
Shake (retiré de la vente)
Softimage
Terragen
eyeon fusion